# Paraphlepsius maculosus
Paraphlepsius maculosus är en insektsart som beskrevs av Henry Fairfield Osborn 1923. Paraphlepsius maculosus ingår i släktet Paraphlepsius och familjen dvärgstritar. Inga underarter finns listade i Catalogue of Life.